# Margarida II da Flandres
Margarida II da Flandres ou Margarida de Constantinopla (em francês: Marguerite; Valenciennes, 2 de junho de 1202 - Gante, 10 de novembro de 1280) foi condessa da Flandres e condessa de Hainaut. Era a filha mais nova de Balduíno I de Constantinopla, também Conde de Hainault e da Flandres, e sucedeu à sua irmã Joana da Flandres em 1244.

## Descendência
- De Bouchard, Conde de Avesnes:[1]
  - João de Avesnes, Conde de Hainaut (1218-1257);
  - Balduíno de Avesnes, Conde de Beaumont (1219-1295).

- De Guilherme, Conde de Dampierre:[1]
  - Joana de Dampierre, casou com 1) Hugo, Conde de Rethel; 2) Teobaldo, Conde de Bar;
  - Maria de Dampierre (m.1302), abadessa de Filnes;
  - Guilherme de Dampierre (1224-1251);
  - Guido de Dampierre, Conde da Flandres (1225-1305);[1]
  - João I, Conde de Dampierre (m.1258).